# Major League Soccer 2007
La temporada 2007 de la Major League Soccer (MLS) fue la 12ª edición realizada de la primera división del fútbol en los Estados Unidos y Canadá. Houston Dynamo logró su segundo campeonato de manera consecutiva luego de derrotar en la final al New England Revolution por 2-1.

## Cambios
- El Toronto FC fue inscrito a la liga como equipo de expansión.[1]
- A partir de esta temporada, los equipos podrán portar un patrocinio en la parte del pecho del jersey: 
  - XanGo se convirtió en el patrocinador de la camiseta del Real Salt Lake.
  - Red Bull se convirtió oficialmente en el patrocinador de la camiseta de los New York Red Bulls.
  - Herbalife se convirtió en el patrocinador de la camiseta de Los Angeles Galaxy.
  - BMO se convirtió en el patrocinador de la camiseta del Toronto FC.
  - Amigo Energy se convirtió en el patrocinador de la camiseta del Houston Dynamo.
  - Comex se convirtió en el patrocinador de la camiseta del Chivas USA.
- El calendario de juegos se redujo de 32 a 30 partidos por equipo.
- Los dos mejores equipos de cada conferencia clasificado automáticamente para los playoffs. También los 4 equipos mejor ubicados en la tabla general independientemente de cada conferencia, también se clasificó. Anteriormente, los cuatro primeros equipos de cada conferencia jugaban los playoffs.
- También a partir de este torneo, los equipos podrán contar con jugadores que sobrepasen el tope salarial (bajo algunas restricciones). Esto se hizo en gran parte para que el inglés David Beckham pudiera jugar en la liga.
- Dos nuevos estadios específicos de fútbol (SSS) abren en esta temporada: 
  - Dick's Sporting Goods Park de Commerce City , Colorado, comenzó la temporada como el hogar de los Colorado Rapids.
  - BMO Field en Toronto comenzó la temporada como el hogar del Toronto FC.

### Contrataciones
A partir de esta última regla, algunos jugadores internacionales de gran nombre llegaron a la liga. Ellos son:
| Jugador                    | Club actual        | Club de procedencia |
| -------------------------- | ------------------ | ------------------- |
| David Beckham              | Los Angeles Galaxy | Real Madrid         |
| Cuauhtémoc Blanco          | Chicago Fire       | América             |
| Juan Pablo Ángel           | New York Red Bulls | Aston Villa         |
| Luciano Emilio             | D.C. United        | Olimpia             |
| Claudio Reyna              | New York Red Bulls | Manchester City     |
| Denilson                   | FC Dallas          | Al-Nassr            |
| Guillermo Barros Schelotto | Columbus Crew      | Boca Juniors        |

## Posiciones

### Conferencia Este
| Pos. | Equipos                | PJ | G  | E  | P  | GF | GC | Dif. | Pts. |
| ---- | ---------------------- | -- | -- | -- | -- | -- | -- | ---- | ---- |
| 1    | D.C. United            | 30 | 16 | 7  | 7  | 56 | 34 | 22   | 55   |
| 2    | New England Revolution | 30 | 14 | 8  | 8  | 51 | 43 | 8    | 50   |
| 3    | New York Red Bulls     | 30 | 12 | 7  | 11 | 47 | 45 | 2    | 43   |
| 4    | Chicago Fire           | 30 | 10 | 10 | 10 | 31 | 36 | -5   | 40   |
| 5    | Kansas City Wizards    | 30 | 11 | 7  | 12 | 45 | 45 | 0    | 40   |
| 6    | Columbus Crew          | 30 | 9  | 10 | 11 | 39 | 44 | -5   | 37   |
| 7    | Toronto FC             | 30 | 6  | 7  | 17 | 25 | 49 | -24  | 25   |

     Clasifica a los playoffs y U.S. Open Cup 2008.

     Clasifica a los playoffs (Wild Card) y U.S. Open Cup 2008.

     Clasifica a los playoffs (Wild Card).

### Conferencia Oeste
| Pos. | Equipos            | PJ | G  | E | P  | GF | GC | Dif. | Pts. |
| ---- | ------------------ | -- | -- | - | -- | -- | -- | ---- | ---- |
| 1    | Chivas USA         | 30 | 15 | 8 | 7  | 46 | 28 | 18   | 53   |
| 2    | Houston Dynamo     | 30 | 15 | 7 | 8  | 43 | 23 | 20   | 52   |
| 3    | FC Dallas          | 30 | 13 | 5 | 12 | 37 | 44 | -7   | 44   |
| 4    | Colorado Rapids    | 30 | 9  | 8 | 13 | 29 | 34 | -5   | 35   |
| 5    | Los Angeles Galaxy | 30 | 9  | 7 | 14 | 38 | 48 | -10  | 34   |
| 6    | Real Salt Lake     | 30 | 6  | 9 | 15 | 31 | 45 | -14  | 27   |

     Clasifica a los playoffs y U.S. Open Cup 2008.

     Clasifica a los playoffs (Wild Card) y U.S. Open Cup 2008.

### Tabla General
| Pos. | Equipos                | PJ | G  | E  | P  | GF | GC | Dif. | Pts. |
| ---- | ---------------------- | -- | -- | -- | -- | -- | -- | ---- | ---- |
| 1    | D.C. United            | 30 | 16 | 7  | 7  | 56 | 34 | 22   | 55   |
| 2    | Chivas USA             | 30 | 15 | 8  | 7  | 46 | 28 | 18   | 53   |
| 3    | Houston Dynamo         | 30 | 15 | 7  | 8  | 43 | 23 | 20   | 52   |
| 4    | New England Revolution | 30 | 14 | 8  | 8  | 51 | 43 | 8    | 50   |
| 5    | FC Dallas              | 30 | 13 | 5  | 12 | 37 | 44 | -7   | 44   |
| 6    | New York Red Bulls     | 30 | 12 | 7  | 11 | 47 | 45 | 2    | 43   |
| 7    | Chicago Fire           | 30 | 10 | 10 | 10 | 31 | 36 | -5   | 40   |
| 8    | Kansas City Wizards    | 30 | 11 | 7  | 12 | 45 | 45 | 0    | 40   |
| 9    | Columbus Crew          | 30 | 9  | 10 | 11 | 39 | 44 | -5   | 37   |
| 10   | Colorado Rapids        | 30 | 9  | 8  | 13 | 29 | 34 | -5   | 35   |
| 11   | Los Angeles Galaxy     | 30 | 9  | 7  | 14 | 38 | 48 | -10  | 34   |
| 12   | Real Salt Lake         | 30 | 6  | 9  | 15 | 31 | 45 | -14  | 27   |
| 13   | Toronto FC             | 30 | 6  | 7  | 17 | 25 | 49 | -24  | 25   |

     MLS Supporters' Shield, clasifica a los playoffs y U.S. Open Cup 2008.

     Clasifica a los playoffs y U.S. Open Cup 2008.

     Clasifica a los playoffs (Wild Card) y U.S. Open Cup 2008.

     Clasifica a los playoffs (Wild Card).

## Postemporada
|  | Semifinales de conferencia | Semifinales de conferencia | Semifinales de conferencia |                        |                     | Finales de conferencia | Finales de conferencia | Finales de conferencia |   |                        | MLS Cup | MLS Cup | MLS Cup |  |
|  |                            |                            |                            |                        |                     |                        |                        |                        |   |                        |         |         |         |  |
|  |                            |                            |                            |                        |                     |                        |                        |                        |   |                        |         |         |         |  |
|  | E1                         | D.C. United                |                            |                        |                     |                        |                        |                        |   |                        |         |         |         |  |
|  | E1                         | D.C. United                |                            |                        |                     |                        |                        |                        |   |                        |         |         |         |  |
|  | E4                         | Chicago Fire               |                            |                        |                     |                        |                        |                        |   |                        |         |         |         |  |
|  | E4                         | Chicago Fire               |                            | E4                     | Chicago Fire        | 0                      |                        |                        |   |                        |         |         |         |  |
|  | Conferencia Este           |                            |                            | E4                     | Chicago Fire        | 0                      |                        |                        |   |                        |         |         |         |  |
|  |                            |                            | E2                         | New England Revolution | 1                   |                        |                        |                        |   |                        |         |         |         |  |
|  | E3                         | New York Red Bulls         | E2                         | New England Revolution | 1                   |                        |                        |                        |   |                        |         |         |         |  |
|  | E3                         | New York Red Bulls         |                            |                        |                     |                        |                        |                        |   |                        |         |         |         |  |
|  | E2                         | New England Revolution     |                            |                        |                     |                        |                        |                        |   |                        |         |         |         |  |
|  | E2                         | New England Revolution     |                            |                        |                     |                        |                        |                        | E | New England Revolution | 1       |         |         |  |
|  |                            |                            |                            |                        |                     |                        |                        |                        | E | New England Revolution | 1       |         |         |  |
|  |                            |                            | O                          | Houston Dynamo         | 2                   |                        |                        |                        |   |                        |         |         |         |  |
|  | O1                         | Chivas USA                 | O                          | Houston Dynamo         | 2                   |                        |                        |                        |   |                        |         |         |         |  |
|  | O1                         | Chivas USA                 |                            |                        |                     |                        |                        |                        |   |                        |         |         |         |  |
|  | O4                         | Kansas City Wizards        |                            |                        |                     |                        |                        |                        |   |                        |         |         |         |  |
|  | O4                         | Kansas City Wizards        |                            | O4                     | Kansas City Wizards | 0                      |                        |                        |   |                        |         |         |         |  |
|  | Conferencia Oeste          |                            |                            | O4                     | Kansas City Wizards | 0                      |                        |                        |   |                        |         |         |         |  |
|  |                            |                            | O2                         | Houston Dynamo         | 2                   |                        |                        |                        |   |                        |         |         |         |  |
|  | O3                         | FC Dallas                  | O2                         | Houston Dynamo         | 2                   |                        |                        |                        |   |                        |         |         |         |  |
|  | O3                         | FC Dallas                  |                            |                        |                     |                        |                        |                        |   |                        |         |         |         |  |
|  | O2                         | Houston Dynamo (t.s.)      |                            |                        |                     |                        |                        |                        |   |                        |         |         |         |  |
|  | O2                         | Houston Dynamo (t.s.)      |                            |                        |                     |                        |                        |                        |   |                        |         |         |         |  |
|  |                            |                            |                            |                        |                     |                        |                        |                        |   |                        |         |         |         |  |

|                                   |
| Bandera de Texas                  |
| Campeón Houston Dynamo 2.° título |

## Goleadores
La Bota de Oro de la MLS, auspiciada por Budweiser fue otorgada al máximo goleador de la temporada. Las asistencias son el método principal de desempate.
| Jugador           | Equipo                 | Goles | Asistencias |
| ----------------- | ---------------------- | ----- | ----------- |
| Luciano Emilio    | D.C. United            | 20    | 1           |
| Juan Pablo Ángel  | New York Red Bulls     | 19    | 5           |
| Taylor Twellman   | New England Revolution | 16    | 3           |
| Cuauhtémoc Blanco | Chicago Fire           | 13    | 6           |
| Maykel Galindo    | Chivas USA             | 12    | 5           |
| Ante Razov        | Chivas USA             | 11    | 8           |
| Christian Gómez   | D.C. United            | 10    | 9           |
| Jozy Altidore     | New York Red Bulls     | 9     | 4           |
| Landon Donovan    | Los Angeles Galaxy     | 8     | 13          |
| Robbie Findley    | Real Salt Lake         | 8     | 0           |

## Premios y reconocimientos

### Jugador de la semana
| Semana    | Futbolista                 | Equipo                 |
| --------- | -------------------------- | ---------------------- |
| Semana 1  | Jeff Cunningham            | Real Salt Lake         |
| Semana 2  | Eddie Johnson              | Kansas City Wizards    |
| Semana 3  | Maykel Galindo             | Chivas USA             |
| Semana 4  | Landon Donovan             | Los Angeles Galaxy     |
| Semana 5  | Dwayne De Rosario          | Houston Dynamo         |
| Semana 6  | Taylor Twellman            | New England Revolution |
| Semana 7  | Juan Pablo Ángel           | New York Red Bulls     |
| Semana 8  | Eddie Johnson              | Kansas City Wizards    |
| Semana 9  | Eddie Johnson              | Kansas City Wizards    |
| Semana 10 | Ben Olsen                  | D.C. United            |
| Semana 11 | Luciano Emilio             | D.C. United            |
| Semana 12 | Brad Davis                 | Houston Dynamo         |
| Semana 13 | Nicholas Addlery           | D.C. United            |
| Semana 14 | Stuart Holden              | Houston Dynamo         |
| Semana 15 | Juan Carlos Toja           | FC Dallas              |
| Semana 16 | Guillermo Barros Schelotto | Columbus Crew          |
| Semana 17 | Ante Razov                 | Chivas USA             |
| Semana 18 | Luciano Emilio             | D.C. United            |
| Semana 19 | Cuauhtémoc Blanco          | Chicago Fire           |
| Semana 20 | Jozy Altidore              | New York Red Bulls     |
| Semana 21 | Cuauhtémoc Blanco          | Chicago Fire           |
| Semana 22 | Ben Olsen                  | D.C. United            |
| Semana 23 | Luciano Emilio             | D.C. United            |
| Semana 24 | Cuauhtémoc Blanco          | Chicago Fire           |
| Semana 25 | Ante Razov                 | Chivas USA             |
| Semana 26 | Cuauhtémoc Blanco          | Chicago Fire           |
| Semana 27 | Cuauhtémoc Blanco          | Chicago Fire           |
| Semana 28 | Guillermo Barros Schelotto | Columbus Crew          |
| Semana 29 | Cuauhtémoc Blanco          | Chicago Fire           |

### Gol de la semana
| Semana    | Futbolista        | Equipo                 |
| --------- | ----------------- | ---------------------- |
| Semana 1  | Sacha Kljestan    | Chivas USA             |
| Semana 2  | Herculez Gomez    | Colorado Rapids        |
| Semana 3  | Jozy Altidore     | New York Red Bulls     |
| Semana 4  | Taylor Twellman   | New England Revolution |
| Semana 5  | Chris Brown       | Real Salt Lake         |
| Semana 6  | Danny Dichio      | Toronto FC             |
| Semana 7  | Chris Gbandi      | FC Dallas              |
| Semana 8  | Jim Brennan       | Toronto FC             |
| Semana 9  | Danny Dichio      | Toronto FC             |
| Semana 10 | Ben Olsen         | D.C. United            |
| Semana 11 | Juan Pablo Ángel  | New York Red Bulls     |
| Semana 12 | Brad Davis        | Houston Dynamo         |
| Semana 13 | Maykel Galindo    | Chivas USA             |
| Semana 14 | Stuart Holden     | Houston Dynamo         |
| Semana 15 | Joseph Ngwenya    | Houston Dynamo         |
| Semana 16 | Dwayne De Rosario | Houston Dynamo         |
| Semana 17 | Kerry Zavagnin    | Kansas City Wizards    |
| Semana 18 | Robbie Findley    | Real Salt Lake         |
| Semana 19 | Jozy Altidore     | New York Red Bulls     |
| Semana 20 | Cuauhtémoc Blanco | Chicago Fire           |
| Semana 21 | Jaime Moreno      | D.C. United            |
| Semana 22 | Eddie Johnson     | Kansas City Wizards    |
| Semana 23 | Taylor Twellman   | New England Revolution |
| Semana 24 | Scott Sealy       | Kansas City Wizards    |
| Semana 25 | Chris Rolfe       | Chicago Fire           |
| Semana 26 | Luciano Emilio    | D.C. United            |
| Semana 27 | Paulo Nagamura    | Chivas USA             |
| Semana 28 | Edson Buddle      | Los Angeles Galaxy     |
| Semana 29 | Danny Dichio      | Toronto FC             |

### Jugador del mes
| Semana     | Futbolista                 | Equipo              |
| ---------- | -------------------------- | ------------------- |
| Abril      | Eddie Johnson              | Kansas City Wizards |
| Mayo       | Juan Pablo Ángel           | New York Red Bulls  |
| Junio      | Juan Pablo Ángel           | New York Red Bulls  |
| Julio      | Guillermo Barros Schelotto | Columbus Crew       |
| Agosto     | Cuauhtémoc Blanco          | Chicago Fire        |
| Septiembre | Cuauhtémoc Blanco          | Chicago Fire        |
| Octubre    | Cuauhtémoc Blanco          | Chicago Fire        |

### Reconocimientos individuales
| Premio                  | Ganador           | Equipo                 |
| ----------------------- | ----------------- | ---------------------- |
| Jugador Más Valioso     | Luciano Emilio    | D.C. United            |
| Bota de Oro             | Luciano Emilio    | D.C. United            |
| Entrenador del año      | Preki             | Chivas USA             |
| Portero del año         | Brad Guzan        | Chivas USA             |
| Defensa del año         | Michael Parkhurst | New England Revolution |
| Novato del año          | Maurice Edu       | Toronto FC             |
| Contratación del año    | Luciano Emilio    | D.C. United            |
| Gol del año             | Cuauhtémoc Blanco | Chicago Fire           |
| Espírirtu de superación | Eddie Johnson     | Kansas City Wizards    |
| Fair Play               | Michael Parkhurst | New England Revolution |
| Humanitario del año     | Diego Gutiérrez   | Chicago Fire           |
| Árbitro del año         | Brian Hall        | Brian Hall             |

### Equipo ideal de la temporada
| Pos. | Futbolista                 | Equipo                 |
| ---- | -------------------------- | ---------------------- |
| POR  | Brad Guzan                 | Chivas USA             |
| DEF  | Michael Parkhurst          | New England Revolution |
| DEF  | Eddie Robinson             | Houston Dynamo         |
| DEF  | Jonathan Bornstein         | Chivas USA             |
| MED  | Christian Gómez            | D.C. United            |
| MED  | Shalrie Joseph             | New England Revolution |
| MED  | Dwayne De Rosario          | Houston Dynamo         |
| MED  | Ben Olsen                  | D.C. United            |
| MED  | Guillermo Barros Schelotto | Columbus Crew          |
| DEL  | Luciano Emílio             | D.C. United            |
| DEL  | Juan Pablo Ángel           | New York Red Bulls     |

## Juego de las estrellas
El Juego de las Estrellas 2007 de la Major League Soccer fue la 12.ª edición del Juego de Estrellas de la MLS, el cual se jugó el 19 de julio de 2007 entre las Estrellas de la MLS y el Celtic de Escocia. Juan Pablo Ángel y Juan Carlos Toja del equipo de las estrellas marcaron los goles del partido para el 2-0 definitivo a favor de las Estrellas de la MLS.